# Vocalizzo (Olivier Messiaen)
Vocalizzo, o anche Vocalise-Étude, è il titolo di una composizione per pianoforte e voce (soprano o tenore) scritta dal compositore francese Olivier Messiaen della durata di circa 4 minuti. Venne composta per essere inserita in una raccolta di vocalizzi senza parole per canto e pianoforte di vari autori pubblicata dall'editore Leduc nel numero 151 di A.L. Hettich-Répertoire Moderne de Vocalises; composto a Parigi nel 1935. Venne eseguita nell'ambito dei concorsi del Conservatoire de Paris nel marzo 1936 a Parigi e di nuovo il 18 maggio 1936 da Olivier Messiaen al pianoforte e dal soprano Hennriette Quéru-Bedel.

## Descrizione
Si tratta di una breve pagina senza particolari ambizioni ma di grande freschezza. È strutturata come una berceuse in la maggiore con l'utilizzo del terzo modo a trasposizione limitata. La trascrizione per oboe e pianoforte di questo brano è servita a Messiaen per la stesura del secondo movimento del suo Concerto a quattro.